# Rhacaplacarus longipilosus
Rhacaplacarus longipilosus är en kvalsterart som först beskrevs av Wojciech Niedbała 2004.  Rhacaplacarus longipilosus ingår i släktet Rhacaplacarus och familjen Phthiracaridae. Inga underarter finns listade i Catalogue of Life.